# Sośninka
Sośninka – wieś sołecka w Polsce położona w województwie mazowieckim, w powiecie garwolińskim, w gminie Łaskarzew.
| SIMC    | Nazwa     | Rodzaj    |
| ------- | --------- | --------- |
| 0678541 | Onufrynów | część wsi |

W latach 1975−1998 miejscowość administracyjnie należała do województwa siedleckiego.
Populacja Sośninki (wraz z Onufrynowem) wynosi ok. 400 osób. W miejscowości jest Wiejski Dom Ludowy tzw. "klub", gdzie młodzież organizuje imprezy, a także może skorzystać ze stołu tenisowego i sprzętu muzycznego. Młodzież aktywnie uczestniczy w gminnym sporcie. Drużyna Sośninki zajęła drugie miejsce w wiejskim turnieju halowej piłki nożnej w Dąbrowie, gdzie uczestniczyło 10 ekip z powiatu garwolińskiego (głównie z Łaskarzewa i gminy Łaskarzew).